# 정안국
정안국(定安國, 938년 ~ 986년)은 발해의 귀족 출신인 열만화(烈萬華)가 938년 경 서경 압록부 지역에서 건국한 나라다. 열만화와 오현명, 2대에 걸쳐 48년간 지속되다가 986년 거란에게 멸망되었다.

## 정안국의 건국
정안국은 938년 경 열만화가 건국한 것으로 보고 있다.
거란의 야율아보기는 926년 발해를 멸망시키고 그 땅에 동란국(926년~936년)이라는 괴뢰국을 세우고, 태자인 야율배를 왕으로 삼아 발해 지역을 다스리게 하였다.
928년 동란국이 거란의 내부 사정으로 랴오양(遼陽)으로 옮겨가자, 발해의 옛 지역은 발해의 태자인 대광현에 의해 다스려지게 되었다.
이 때 남경 남해부(南京南海府) 출신의 발해 귀족 열만화는 대광현의 숙부이자, 발해의 마지막 왕인 대인선의 동생(성명 미상)을 도와 발해 태자 대광현을 밀어내고 후발해를 세우는데 큰 공을 세웠다.
이 시기에 발해 귀족 등 유민들이 고려로 많이 귀순한 점으로 보아 이 때 후발해에 심각한 내분이 있었던 것으로 보인다. 934년 발해 태자 대광현은 무리 수만 명을 이끌고 고려 태조 왕건에게 귀순하였다. 이에 왕건은 발해의 태자 대광현에게 '왕계'라는 성명을 하사하고 왕실 호적에 올려주었으며, 함께 온 발해 관리들에게는 작위를, 병사들에게는 집과 밭을 하사하였다. 938년에는 발해인 박승(朴昇)이 3,000여 호를 이끌고 고려로 넘어왔다.
936년 열만화는 남경 남해부에서 서경 압록부(西京鴨緑府)로 이동하고, 938년 경 정안국(定安國)을 건국하였다.
열만화를 도와 정안국을 건국한 오제현(烏齊顯)의 후손으로 제2대 왕인 오현명(烏玄明)은 원흥(元興)이라는 독자적인 연호를 사용하였다. 오현명 왕 때에 이르러 정안국은 송나라와 연합하여 거란을 토벌하고자 하였으나, 오히려 두 차례에 걸친 거란의 공격을 받아 986년 멸망하였다. 이후 발해 유민들의 저항과 부흥운동은 1116년까지 지속되었다.

## 정안국의 역대 국왕
정안국은 2대 48년간 지속된 것으로 보고 있다.
- 열만화(烈萬華, 재위 938년? ~ 976년?)
- 오현명(烏玄明, 재위 976년?[8] ~ 986년?) : 연호는 원흥(元興)

## 정안국의 대외정책
정안국은 중국 송나라와 연합하여 거란이 세운 요나라를 공격하고자 하였다. 정안국을 건국한 열만화 왕은 송나라 태조 개보 3년(서기 970년)에 여진 사신을 통하여 표문을 올리고 갑옷을 바쳤다. 열만화의 뒤를 이어 정안국의 제2대 왕이 된 오현명은 송나라 태종 태평흥국 6년(서기 981년)에 다시 여진 사신을 통하여 표문을 올리고, 정안국과 송나라가 힘을 합쳐 거란을 토벌할 것을 약속하였다. 그러나 당시 송나라는 간쑤성(甘肅省) 방면에서 일어난 서하(西夏)의 침공을 저지하는 데 급급했기 때문에 요나라에 대한 협공은 실제로 이루어지지 않았다.

### 정안국 왕오현명이송나라태종에게 보낸 표문
정안국왕 신 오현명이 아룁니다. (중략) 신은 본래 고구려 땅에 살던 발해 유민으로서 (중략) 근년에 거란이 강포한 힘만 믿고 우리 영토를 침략하여 성채를 함락시키고 백성들을 사로잡아 갔으나, 저희 할아버지께서 절개를 지켜 항복하지 않고 백성들과 함께 난을 피하여 겨우 목숨을 부지하고 힘을 길러 지금에 이르게 되었습니다. 또 부여부가 근래에 거란에서 등을 돌려 우리 나라에 귀순하였으니, 재앙이 장차 이르게 되면 이보다 큰 것이 없을 것입니다. 그러므로 마땅히 천자의 조정(→송나라를 말함)으로부터 비밀 계획을 듣고, 정예의 군사를 거느려 거란 토벌을 돕고자 합니다. 기필코 원수를 갚고 싶으니, 감히 명령을 거역하는 일은 없을 것입니다. 신 오현명은 진실로 간절히 원하며 삼가 고개를 숙입니다. 

      원흥 6년 10월 일(→서기 981년), 정안국왕 신 오현명이 성스러운 황제(→송나라 태종을 말함) 앞에 표문을 올립니다.

## 정안국의 멸망
정안국은 제2대 왕 오현명 때인 986년 거란의 요나라에 의해 멸망되었다. 요나라는 1차로 (983~984년)에 정안국을 침공하였고, 2차로 대규모 병력을 동원하여 (985~986년)에 다시 침공하였는데, 이 때 정안국이 패망한 것으로 보고 있다. 요나라는 정안국을 멸망시키고 포로 10여만 명과 말 20여만 필을 노획하였으며, 그 땅에 4개 주(州)를 설치하여 직접 지배하였다. 이로써 2대 48년간 지속되던 정안국은 멸망하였다.

## 역사
- 926년 발해 멸망
- 926년 거란족이 세운 요나라가 발해 지역에 동란국(東丹國)이라는 괴뢰국가를 세웠다.
- 938년? 발해의 귀족 출신 열만화(烈萬華)가 정안국(定安國)을 건국하였다.
- 970년 정안국왕 열만화가 송나라 태조에게 사신을 보냈다.
- 976년? 오현명(烏玄明)이 왕위를 이었다.
- 981년 정안국왕 오현명이 송나라 태종에게 다시 사신을 보내, 정안국과 송나라가 힘을 합쳐 거란의 요나라를 공격하기로 약속하였다.
- 983년~984년 거란의 요나라가 정안국을 1차 침공하였다.
- 985년~986년 1월 요나라의 2차 공격을 받아 정안국이 멸망하였다. 하지만 발해 유민들의 부흥운동은 계속되어 1116년까지 이어졌다.

## 정안국과 올야
정안국은 올야국과 후발해를 제외하면 발해 유민들의 발해 부흥운동 중에서 가장 오래 유지된 나라다. 정안국 이외에도 후발해, 올야국, 흥료국, 대발해(대원국) 등 수많은 발해 부흥운동이 있었다. 이 중에서 올야(兀惹)에 대해 기존에는 정안국과 별개의 발해 부흥운동으로 보았으나, 두 가지가 사실상 같은 발해 부흥 운동이라는 연구가 제시되었다. 즉, 정안국과 올야는 두 개의 서로 다른 국가가 아니라, 정안국이 올야의 정식 국호였다는 주장이다. 송사(宋史)에는 정안국전(定安國傳)이 실려 있는데 이것은 송나라가 정안국을 국가로 승인했음을 의미하며, 정안국이란 올야인의 자칭이었다. 그러나 거란인이 쓴 역사 기록에는 정안국이 없고 올야라는 기록만 보이는데 이것은 거란인이 정안국을 정식 국가로 승인하지 않았기 때문에 올야라고만 기록했다는 해석이다.

## 같이 보기
- 발해-요 전쟁
- 발해 부흥운동
- 동란국 (926년~936년)
- 후발해 (926년~?)
- 연파국 (975년~995년)
- 올야국 (995년~996년(1114년))
- 흥료국 (1029년~1030년)
- 고욕국 (1115년 2월~7월)
- 대발해(대원국) (1116년 1월~5월)
- 열만화
- 오현명